# John Abraham Tinne
John Abraham Tinne  (Demerary, 16 februari 1807 - Aigburth, 20 januari 1884) was een Brits zakenman.
Tinne was de oudste zoon van Phillippe Frédéric Tinne (1772-1844) en Anna Rose (1795-1827). Zijn vader had fortuin gemaakt in West-Indië en had in Liverpool een groot handelshuis opgericht. In 1827 overleed zijn moeder, zij werd in Everton begraven. In 1831 hertrouwde zijn vader met de veel jongere Jkvr. Henriëtte Marie Louise van Capellen (1796-1863), lid van de familie Van Capellen.
Ter nagedachtenis aan zijn grootvader en vader besloot Tinne in 1873 in het Bezuidenhout een kerk te bouwen. Dit werd de Church of St. John and St. Philip. De kerk werd tijdens het bombardement op het Bezuidenhout vernield en in de Archipelbuurt herbouwd.
Tinne was de grootvader van de conservatieve politicus John Abraham Tinne (1877-1933).